# Simple living

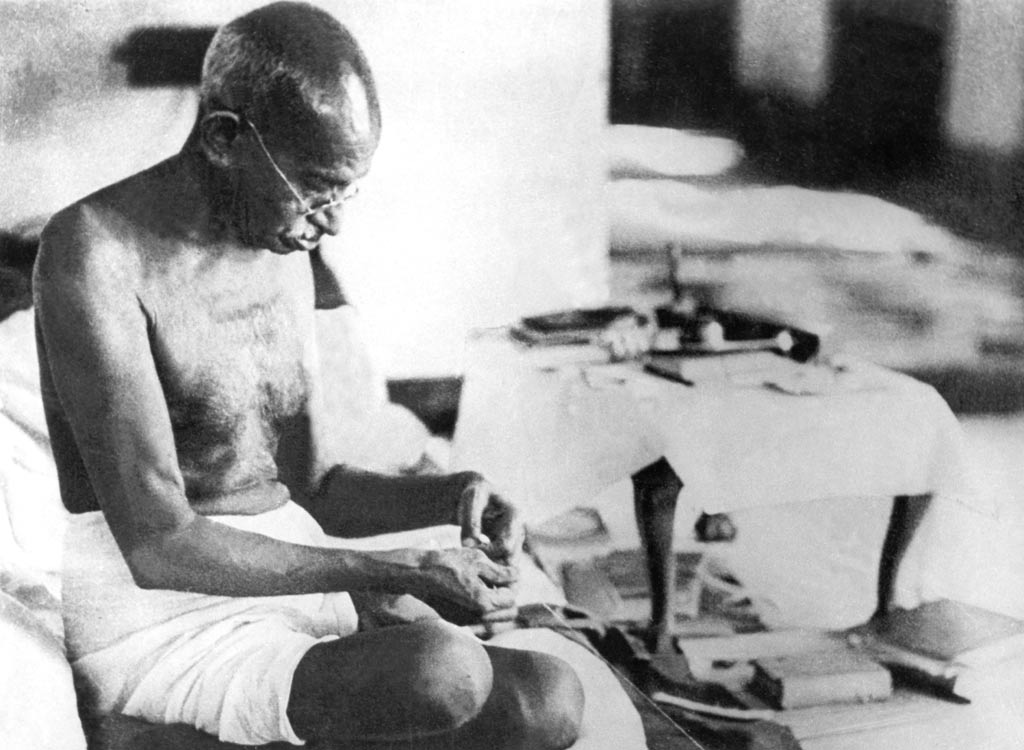
Gandhi trodde på ett liv i enkelhet.

Simple living, också kallat enkelt leverne, frivillig enkelhet, voluntary simplicity eller downshifting, är en livsstil som bygger på begränsad konsumtion. Anhängare av livsstilen utövar den ofta av religiösa, ideologiska eller ekologiska skäl. Syftet kan vara att inte förbruka mer naturresurser än nödvändigt, men också ett avståndstagande från konsumtionsstress eller att inte vara beroende av heltidsarbete.

## I Nordamerika
I Nordamerika finns olika kristna grupper som sedan länge tagit avstånd från överdriven rikedom och modern teknik. Dessa brukar med ett gemensamt begrepp kallas plain people (enkelt folk) och inkluderar bland annat amish. Deras livsstil utgörs av simple living.

## I Norden
I Norden fick simple living först uppmärksamhet i Danmark, bland annat via Gitte Jørgensens böcker. Den första av dem gavs ut 2003 och översattes 2007 till svenska.